# Symphonie no 73 de Joseph Haydn
la Chasse

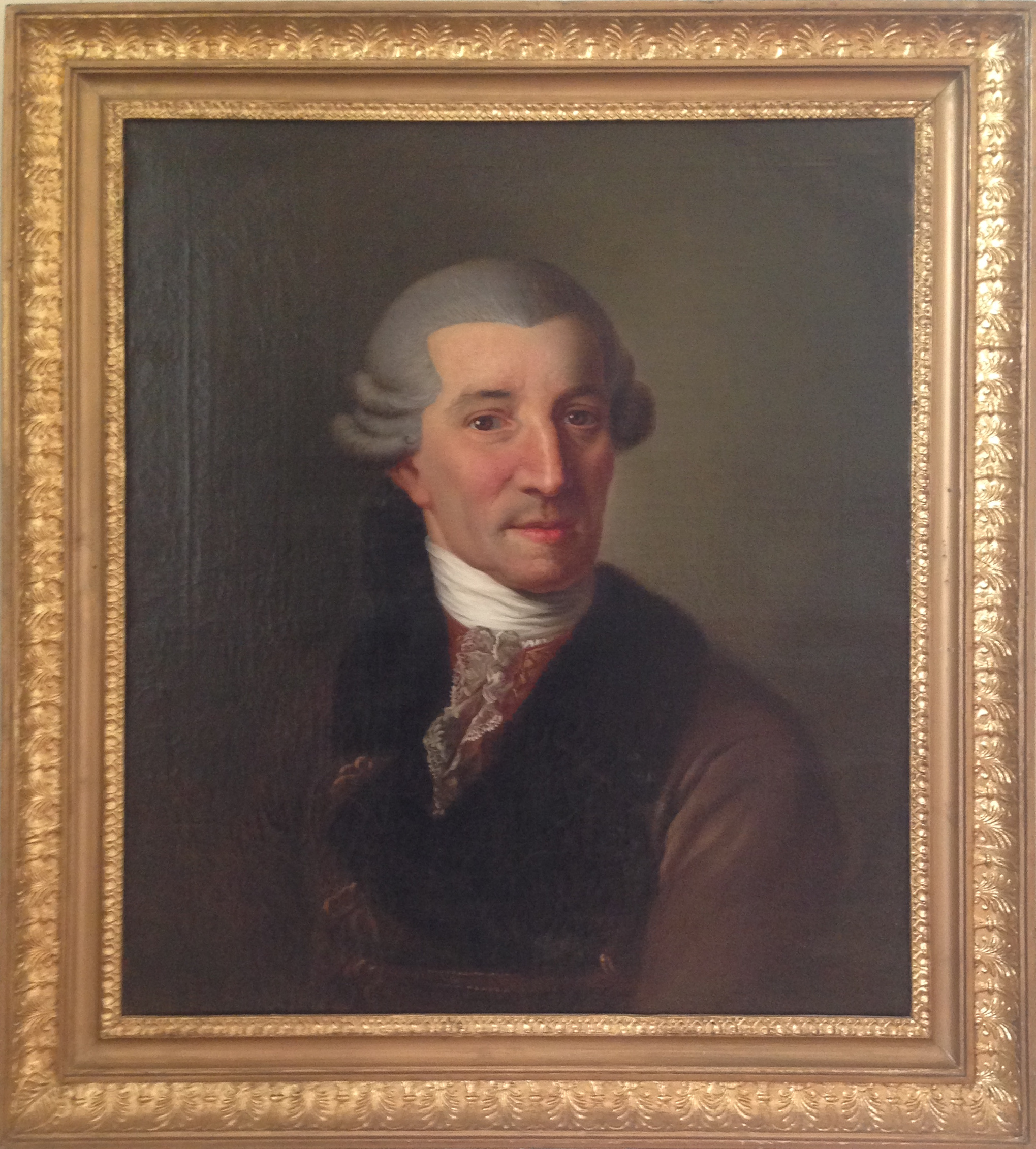
Haydn en 1785.

La Symphonie no 73 en ré majeur surnommée la Chasse Hob. I:73, est une symphonie du compositeur autrichien Joseph Haydn composée en 1781-1782. Le finale fut à l'origine écrit comme ouverture de son opéra La fedelta premiata joué en 1781 pour l'inauguration du nouveau théâtre du Palais Ersterházy, en Hongrie.

## Analyse de l'œuvre
1. Adagio - Allegro
2. Andante
3. Menuet
4. Presto

Durée approximative : 25 minutes.

## Instrumentation
Elle est composée pour les instruments suivants : une flute, deux hautbois, deux bassons, deux cors (en ré), cordes.